# اسلام‌آباد (خشت)
اسلام‌آباد روستایی در دهستان امامزاده محمد بخش خشت شهرستان کازرون استان فارس ایران است.

## جمعیت
بر پایه سرشماری عمومی نفوس و مسکن در سال ۱۳۹۵ جمعیت این مکان ۱۲۸ نفر (۳۷ خانوار) بوده‌است.